# Aiguafreda
|  | Aquest article tracta sobre el municipi osonenc. Si cerqueu la cala de Begur, vegeu «cala d'Aiguafreda». |

Aiguafreda és un poble i municipi de la comarca d'Osona, a Catalunya, a l'extrem sud de la comarca osonenca.

## Geografia i entorn
- Llista de topònims d'Aiguafreda (orografia: muntanyes, serres, collades, indrets…; hidrografia: rius, fonts...; edificis: cases, masies, esglésies, etc.).

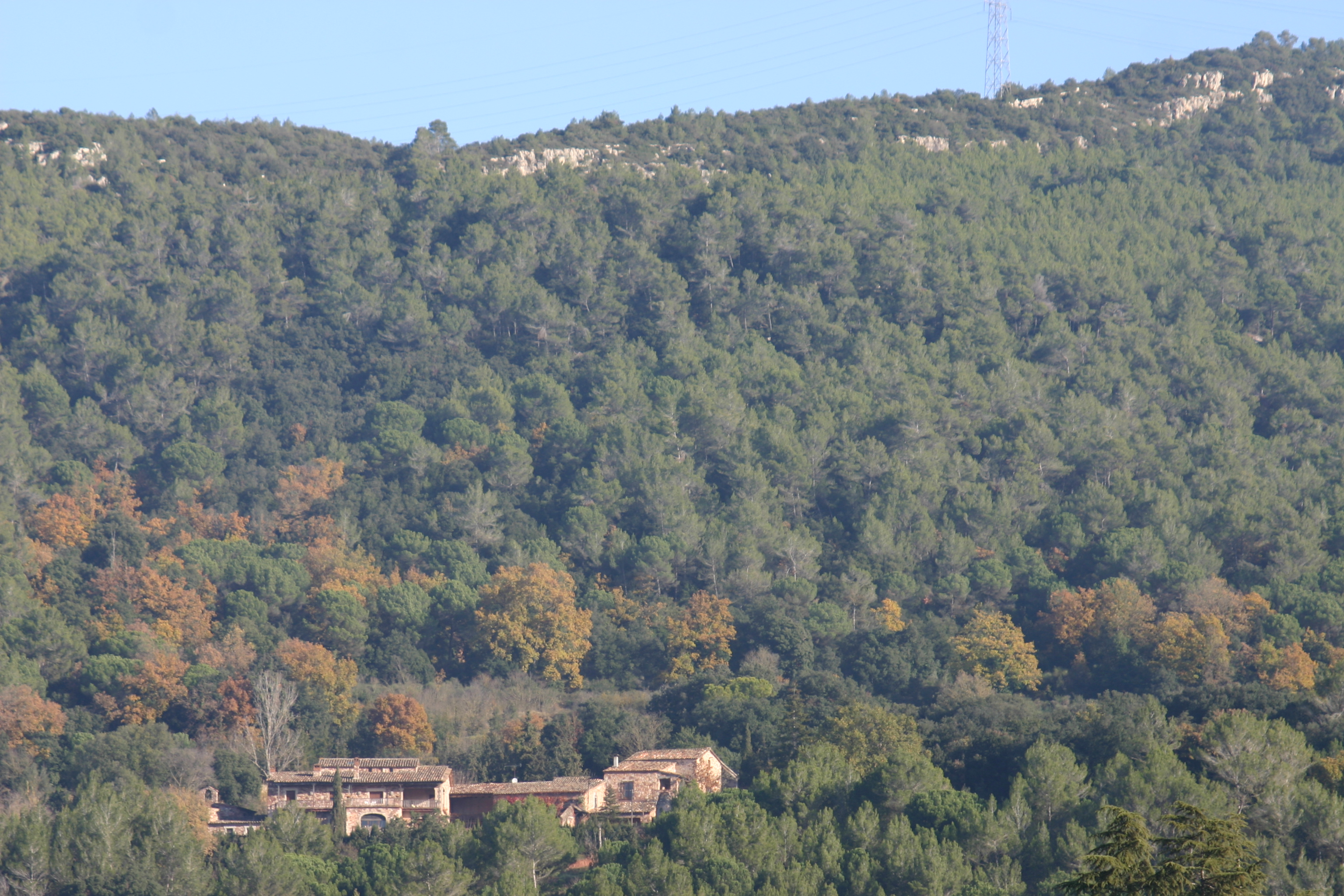
Serra de l'Arca.

Aiguafreda és un municipi relativament petit, amb prou feines arriba als 8 km² de superfície, encaixonat entre el riu Congost (oest) i les valls de la riera de Martinet (al nord-oest) i la riera d'Avencó (al sud i sud-est). El terme contempla el cap de municipi i poble d'Aiguafreda situat al sector sud-oest, pràcticament unit al nucli de població de l'Abella (del municipi de Sant Martí de Centelles). Altres nuclis de població del municipi són la Llobeta, l'Avencó i les urbanitzacions de l'Aragall, Serrabanda, Puigsec i la Font dels Enamorats. El sector oriental del municipi està format per relleus més o menys abruptes de la serra de l'Arca travessats per petits torrents que davallen cap a la riera de Martinet (com per exemple, el torrent dels Morts i de la Font dels Pollancres), cap al Congost (com és el cas del torrent de Cruïlles i el de la Font dels Balços) o bé cap a la riera de l'Avencó (torrent del Cementiri). Aquest sector muntanyós, actualment boscós, està plagat de masies, entre les quals podem destacar Can Brull, Cruïlles, Casanoves o Can Serra de l'Arca.
Es tracta d'un terme de transició entre les comarques d'Osona i el Vallès Oriental, fins al punt de que administritivament el poble d'Aiguafreda va formar part del Vallès Oriental durant un llarg temps.
La decisió de pertànyer administrativament a la comarca vallesana va ser refrendada per una àmplia majoria en un referèndum local l'any 1987. Tanmateix, el 29 de maig de 2022 es va dur a terme un nou procés de participació ciutadana, en el qual el 60,6 % de la població que va participar va manifestar la voluntat d'incorporar-se a Osona. El 18 de febrer de 2025 el Govern de la Generalitat va aprovar el projecte de llei per permetre el canvi de comarca i la petició al Parlament de Catalunya de que fos tramitat en lectura única, per tal d'escurçar els terminis. El 23 de juliol la llei va superar el tràmit parlamentari i es va aprovar. El canvi d'adscripció comarcal també va tenir efecte en la seva situació de vegueria i de regió policial.

## Història

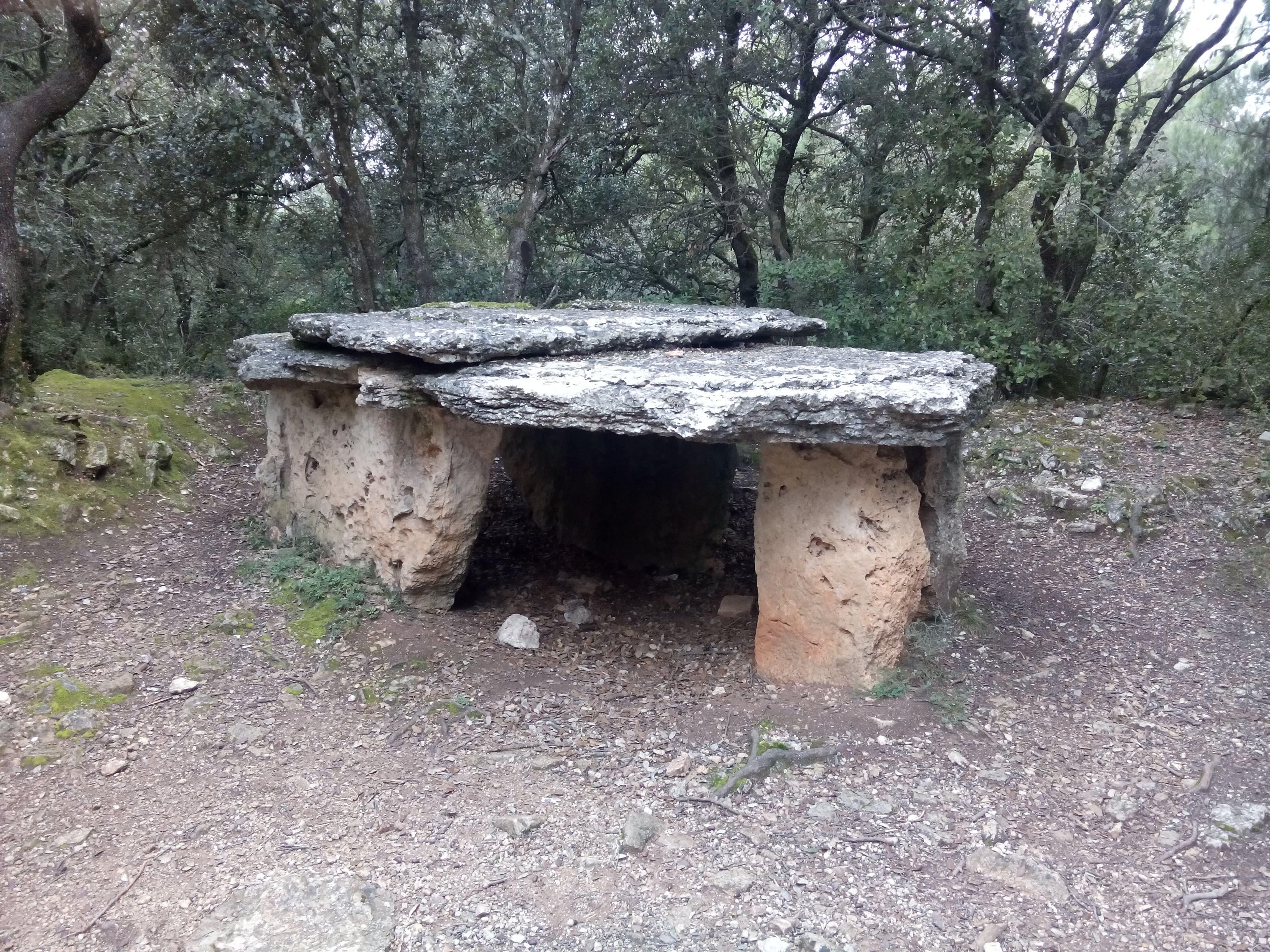
Dolmen de Serra de l'Arca

A la serra de l'Arca hi ha dòlmens que testimonien l'antiga ocupació del territori, però la primera referència històrica del topònim Aiguafreda apareix en llatí (Aqua Frigida) l'any 898 en l'acta de consagració de l'església del Sant Martí del Congost, actualment coneguda amb el nom d'Aiguafreda de Dalt.
La població medieval es trobava repartida en diverses cases de pagès de la part muntanyosa: el Saüc, Can Serra de l'Arca, l'Aragall, etc. Vivien de l'agricultura, de la ramaderia i de l'explotació del bosc. Originalment, els boscs estaven formats per alzines i roures, aquests darrers es trobaven sobretot a les zones obagues.
El poble actual va néixer al voltant del camí que anava de Barcelona a Vic, on s'havien instal·lat algunes ferreries i alguns hostals als segles xvii i xviii. Al segle xix hi havia algunes vinyes que desaparegueren amb la fil·loxera.
A partir de 1875, amb l'arribada de la via fèrria, el poble coneixerà canvis importants en la seva economia: instal·lació de l'empresa tèxtil Serra i cases d'estiueig als anys vint i trenta. Al començament del segle xx, tot i continuar essent una vila bosquetana (i poc agrícola), té un considerable desenvolupament comercial i industrial.
Després de la Guerra Civil, Aiguafreda no va començar a desvetllar-se fins als anys seixanta, època de prosperitat. L'augment de la població, tant per la natalitat com per la immigració, l'expansió i la diversificació de la indústria (tèxtil, filatura, mobles, construcció de xalets) i l'expansió urbanística han col·laborat al creixement de la població.
Entre els anys vuitanta i l'actualitat, Aiguafreda no ha conegut grans canvis demogràfics, en part ajudada per la manca de sòl pla. Per aquest fet, la població no ha arribat als 3.000 habitants.

## Llocs d'interès
- Can Brull (on hi ha un dolmen)
- Can Casanoves
- Carrer de la Mora
- Carrer Major
- Carretera de Barcelona
- Castell de Cruïlles
- Plaça Major
- La riera d'Avencó
- La riera de Martinet (La Frau)
- Sant Martí del Congost (o Aiguafreda de Dalt)
- Sant Salvador d'Avencó
- Llista de monuments
- Les diverses fonts que es troben en el municipi i voltants (aproximadament, un centenar)

## Castell de Cruïlles
El castell es troba en un lloc privilegiat des del qual es pot guaitar la via romana que anava de Barcino a Ausa (Vic). Recentment ha estat totalment reconstruït. L'estructura de l'edifici era rectangular de tres cossos i flanquejat per dues torres.

## Sant Martí del Congost
Sant Martí del Congost fou consagrada l'any 898 i fundada per Emma, filla de Guifré el Pilós. És una petita església que ha sofert canvis dràstics al llarg de la història. Actualment, es troba en un estat deplorable i és urgent que s'hi faci una reforma a fons.
Al voltant d'aquesta església hi ha una mica de llegenda. Segons la mitologia popular, el poder destructor de les pedregades estava relacionat amb l'acció malèfica de les bruixes. Quan el temps amenaçava calamarsa, la campana de l'església començava a sonar amb el seu so llòbrec; i el capellà, amb els seus atributs de gran cerimonial, sortia a la intempèrie per mostrar a les bruixes el seu gran poder. Quan hom sentia la campana, conjurava amb oracions o exorcismes el mal temps. Per protegir la població, un dels capellans d'Aiguafreda va fer construir el que s'anomenava el comunidor, una mena de glorieta formada per quatre columnes que sostenen una teulada. El comunidor servia d'aixopluc als qui prenien part en la cerimònia, perquè no rebessin sobre el cap les pedres que les bruixes enutjades els llançaven.

## Demografia
| 1497 f | 1515 f | 1553 f | 1717 | 1787 | 1857 | 1877 | 1887 | 1900 | 1910 |
| ------ | ------ | ------ | ---- | ---- | ---- | ---- | ---- | ---- | ---- |
| 12     | 16     | 15     | 200  | 226  | 638  | 574  | 452  | 450  | 472  |

| 1920 | 1930 | 1940 | 1950 | 1960  | 1970  | 1981  | 1990  | 1992  | 1994  |
| ---- | ---- | ---- | ---- | ----- | ----- | ----- | ----- | ----- | ----- |
| 480  | 689  | 743  | 882  | 1.223 | 1.813 | 2.029 | 2.071 | 2.062 | 2.062 |

| 1996  | 1998  | 2000  | 2002  | 2004  | 2006  | 2008  | 2010  | 2012  | 2014  |
| ----- | ----- | ----- | ----- | ----- | ----- | ----- | ----- | ----- | ----- |
| 2.090 | 2.150 | 2.147 | 2.175 | 2.241 | 2.373 | 2.428 | 2.505 | 2.478 | 2.498 |

| 2016  | 2018  | 2020  | 2022  | 2024  | 2026 | 2028 | 2030 | 2032 | 2034 |
| ----- | ----- | ----- | ----- | ----- | ---- | ---- | ---- | ---- | ---- |
| 2.467 | 2.501 | 2.512 | 2.552 | 2.576 | -    | -    | -    | -    | -    |

## Política i govern

### Composició de la Corporació Municipal
El Ple de l'Ajuntament està format per 11 regidors. En les eleccions municipals de 2019, Junts obtingué 6 regidors, la coalició formada per Esquerra Republicana de Catalunya-Acord Municipal (ERC-AM) n'obtingué 4 i Candidatura d'Unitat Popular-Alternativa Municipalista (CUP-AMUNT), 1.

### Eleccions municipals
Des de les primeres eleccions després del franquisme, l'any 1979, i fins al 2007, l'Ajuntament d'Aiguafreda va ser presidit per Convergència i Unió (CiU) (el 1999, en coalició, en no haver obtingut una majoria prou àmplia). Els alcaldes en aquest darrer període democràtic han estat Ramon Fondevila i Cunillera, Ramon Mir i Sala, Joan Vila i Matabacas i Miquel Parella i Codina. Donat que a les eleccions municipals de 2007 Joan Vila no va poder formar cap coalició de govern, per primer cop des de la fi del franquisme, la ciutat va estar governada per un alcalde, Jordi Sambola i Serres, cap de llista de la coalició Iniciativa per Catalunya Verds - Esquerra Unida i Alternativa-Entesa pel Progrés Municipal (ICV-EUiA-EPM). Tanmateix, el 2011, el líder de CiU, Joan Vila, va recuperar l'alcaldia després d'obtenir la majoria absoluta. Arran de la refundació de CDC i que Vila decidís plegar el 2019, Miquel Parella i Codina, de Junts, va esdevenir l'alcalde.
| Eleccions municipals de 26 de maig de 2019 - Aiguafreda |                                                   |                                     |                                     |       |           |          |
| Candidatura | Candidatura                                       | Candidatura                         | Cap de llista                       | Vots  | Vots      | Regidors |
| | Junts per Aiguafreda                              |                                     | Miquel Parella i Codina             | 675   | 47,47 %   | 6 ()     |
| | Esquerra Republicana de Catalunya-Acord Municipal |                                     | Marc Pedrosa i Revilla              | 458   | 32,21 %   | 4 (+2)   |
| | Candidatura d'Unitat Popular-Acord Municipalista  |                                     | Israel Calvache i Masuet            | 149   | 10,48 %   | 1 (-1)   |
| | Altres candidatures                               |                                     |                                     | 94    | 6,61 %    | 0 ()     |
| | Vots en blanc                                     |                                     |                                     | 46    | 3,23 %    |          |
| Total vots vàlids i regidors | Total vots vàlids i regidors                      | Total vots vàlids i regidors        | Total vots vàlids i regidors        | 1422  | 100 %     | 11       |
| | Vots nuls                                         | Vots nuls                           | Vots nuls                           | 13    | 0,91 %    |          |
| Participació (vots vàlids més nuls) | Participació (vots vàlids més nuls)               | Participació (vots vàlids més nuls) | Participació (vots vàlids més nuls) | 1435  | 71,32 %** |          |
| Abstenció | Abstenció                                         | Abstenció                           | Abstenció                           | 577*  | 28,68%**  |          |
| Total cens electoral | Total cens electoral                              | Total cens electoral                | Total cens electoral                | 2012* | 100 %**   |          |
| Batlle: Miquel Parella i Codina (Junts) (15/06/2015) Per majoria absoluta dels vots dels regidors (6 vots de Junts)                                                |                                                   |                                     |                                     |       |           |          |
| Fonts: Ministeri de l'Interior. Junta Electoral de la Zona de Granollers. Periòdic Ara. (* No són vots sinó electors. ** Percentatge respecte del cens electoral.) |                                                   |                                     |                                     |       |           |          |

| Període         | Alcalde o alcaldessa        | Partit polític         | Data de possessió | Observacions |
| --------------- | --------------------------- | ---------------------- | ----------------- | ------------ |
| 1979–1983       | Ramon Fondevila i Cunillera | Logotip de CiU         | 19/04/1979        | --           |
| 1983–1987       | Ramon Mir i Sala            | Logotip de CiU         | 28/05/1983        | --           |
| 1987–1991       | Ramon Mir i Sala            | Logotip de CiU         | 30/06/1987        | --           |
| 1991–1995       | Ramon Mir i Sala            | Logotip de CiU         | 15/06/1991        | --           |
| 1995–1999       | Ramon Mir i Sala            | Logotip de CiU         | 17/06/1995        | --           |
| 1999–2003       | Joan Vila i Matabacas       | Logotip de CiU         | 03/07/1999        | --           |
| 2003–2007       | Joan Vila i Matabacas       | Logotip de CiU         | 14/06/2003        | --           |
| 2007–2011       | Jordi Sambola i Serres      | Logotip d'ICV-EUiA-EPM | 16/06/2007        | --           |
| 2011–2015       | Joan Vila i Matabacas       | Logotip de CiU         | 11/06/2011        | --           |
| 2015–2019       | Joan Vila i Matabacas       | Logotip de CiU         | 13/06/2015        | --           |
| 2019-2023       | Miquel Parella i Codina     | Logotip de JxCAT       | 15/06/2019        | --           |
| Des de 2023     | n/d                         | n/d                    | 17/06/2023        | --           |
| Fonts: Municat. |                             |                        |                   |              |

## Persones il·lustres
- Magdalena Cruells i Comas, missionera concepcionista a la Guinea Espanyola.
- Els Catarres